# Zdzisław Fiuk
Zdzisław Zygmunt Fiuk (ur. 23 października 1934 w Dąbrowie Górniczej) – polski działacz partyjny i państwowy. Przewodniczący prezydium Miejskiej Rady Narodowej w Sosnowcu (1972–1973), prezydent Sosnowca (1973–1977), wicewojewoda katowicki (1977–1979), podsekretarz stanu w Ministerstwie Budownictwa i Przemysłu Materiałów Budowlanych (1979–1981).

## Życiorys
Syn Zygmunta i Zofii. W 1959 wstąpił do Polskiej Zjednoczonej Partii Robotniczej. Był związany z Komitetem Zakładowym PZPR w Wojewódzkiej Radzie Narodowej w Katowicach (jako członek plenum i egzekutywy), od 1965 do 1968 pozostawał jej I sekretarzem; w WRN odpowiadał m.in. za Wydział Przemysłu i Usług. Później był instruktorem w Wydziale Organizacyjnym Komitetu Wojewódzkiego PZPR w Katowicach i członkiem Komitetu Dzielnicowego Katowice-Południe. Należał też do egzekutywy Komitetu Miejskiego PZPR w Sosnowcu i zasiadał w tamtejszej Miejskiej Radzie Narodowej. Od 1975 związany z KW PZPR w Katowicach, był członkiem wojewódzkich komisji rewizyjnych i kontroli partyjnej, a od 1978 do 1979 członkiem Komitetu Wojewódzkiego.
Od 17 listopada 1972 zajmował stanowisko przewodniczącego Prezydium Miejskiej Rady Narodowej w Sosnowcu, po przekształceniu od grudnia 1973 do 22 lipca 1977 był prezydentem Sosnowca. Od lipca 1977 do 17 listopada 1979 pełnił funkcję wicewojewody katowickiego, następnie 18 listopada 1979 objął fotel wiceministra budownictwa i przemysłu materiałów budowlanych (zajmował go do 1981).